# Maria Enzersdorf
Maria Enzersdorf là một thị xã thuộc huyện Mödling trong bang Niederösterreich.